# Cort M600
Cort M600 — электрогитара, производимая компанией Cort Guitars, принадлежащая к серии M («Mirage»).
M600, как и остальные модели серии M, создана по мотивам инструментов PRS (Paul Reed Smith) — она обладает такими характерными чертами, как форма корпуса в стиле гитар PRS (более тонкий, чем у Gibson Les Paul, выпуклый корпус из махогани с двумя вырезами), вклеенный гриф из махогани и небольшая мензура в 24,75".
Гитара оснащена лицензионным бриджем TonePros Locking C-TPFP типа T-O-M и струнодержателем CT1 tailpiece, двумя хамбакерами Duncan Designed HB102 c хромированными крышками, 3-позиционным переключателем звукоснимателей, регулятором тона, регулятором громкости, пуш-пуллом на регуляторе тона для включения хамбакеров в режиме отсечки (coil tap), графитовым порожком, 22 ладами размера Large.